# Peter DeFazio

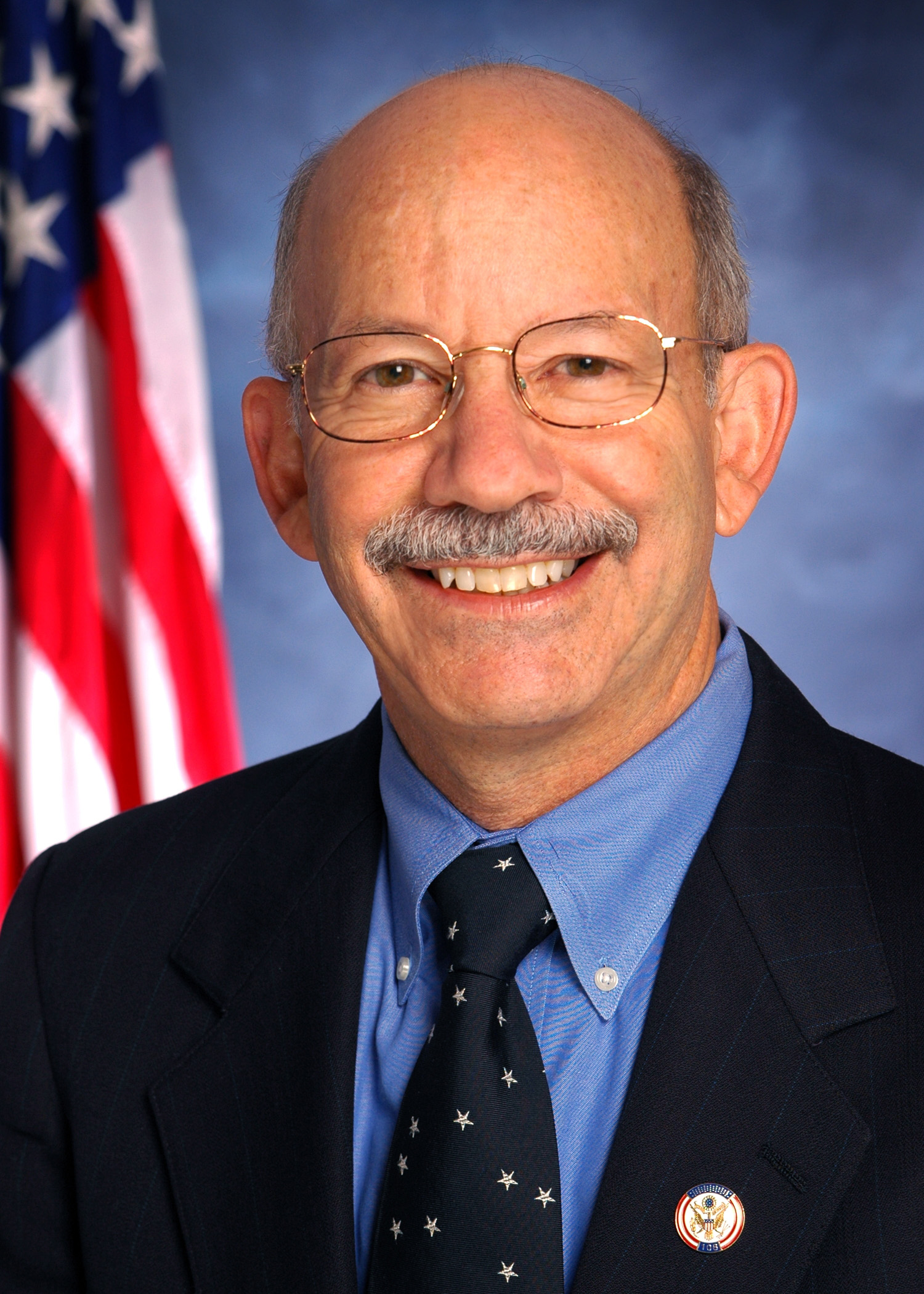
Peter DeFazio

Peter Anthony DeFazio, född 27 maj 1947 i Needham, Massachusetts, är en amerikansk demokratisk politiker. Han representerar delstaten Oregons fjärde distrikt i USA:s representanthus sedan 1987.
DeFazio avlade 1969 sin kandidatexamen vid Tufts University och 1977 sin master vid University of Oregon. Han var medarbetare åt kongressledamoten James H. Weaver 1977-1982. Weaver ställde inte upp till omval i kongressvalet 1986. DeFazio vann valet och efterträdde Weaver i representanthuset i januari 1987.
DeFazio är katolik. Han är bosatt i Springfield, Oregon.